# Jakub Świderski
Jakub Świderski (ur. 19 września 1985 w Krotoszynie) – polski aktor.

## Życiorys
Pochodzi z Łodzi. Jest absolwentem PWST we Wrocławiu. Już pod koniec studiów debiutował na scenie w sztuce „Biedronki powracają na ziemię” (reż. Piotr Kruszczyński), która miała swoją premierę we Wrocławskim Teatrze Współczesnym.
Od 2009 roku aktywny w produkcjach filmowych i telewizyjnych. Popularność przyniosły mu role w serialach: Klan, Na Wspólnej oraz Przyjaciółki. W 2013 wystąpił w filmie Wałęsa. Człowiek z nadziei w reżyserii Andrzeja Wajdy. W 2017 zagrał główną rolę w filmie fabularnym Wściekłość.
Wiosną 2017 wziął udział w siódmej edycji programu rozrywkowego Twoja twarz brzmi znajomo, emitowanego w telewizji Polsat. W 2018 roku wystąpił w teledysku zespołu Masters „Ciebie Mi Trzeba”.

### Życie prywatne
11 czerwca 2011 wziął ślub z Agnieszką Przestrzelską (ur. 22 czerwca 1987). 28 czerwca 2017 na świat przyszła córka pary, Anastazja.

## Filmografia
- 2007: Pierwsza miłość - Stasiek, brat Valdemara
- 2007: Dwie strony medalu - kibic (odc. 109)
- 2009: Teraz i zawsze - student z imprezy
- od 2009: Klan - Norbert Piątkowski
- 2009: Na dobre i na złe - Łukasz (odc. 372)
- 2009: Afonia i pszczoły - kochanek
- 2009: Pierwsza miłość - Wacław Sarapa, kelner w pizzerii sieci Bogren
- 2010–2011: Czas honoru - rottenfuhrer Falkenheim (odc. 36, 45, 47-48)
- 2011: Przepis na życie - Szymek (odc. 17-18, 20-21, 23)
- 2011: Hotel 52 - barman Jacek Jagoda (odc. 50)
- 2012-2017: Przyjaciółki - fryzjer Tomek „Stempel” Stępiński
- 2012: Misja Afganistan - Maciej, oficer TOC (odc. 2-4, 7-9, 11)
- 2013: Wałęsa. Człowiek z nadziei - Ludwik Prądzyński
- 2014: Ojciec Mateusz - Hulaka (odc. 138)
- 2014: Nowa - klient
- 2014: Na krawędzi - pracownik stacji benzynowej (odc. 1 sezon II)
- 2015: Strażacy - lekarz (odc. 9)
- 2015: Przypadki Cezarego P. - aktor Piotr (odc. 8)
- 2015: Powiedz tak! - gość na weselu Urszuli (odc. 8)
- 2015: Ojciec Mateusz - Bednarek, oficer CBŚ (odc. 177, 186)
- 2016-2019: Na wspólnej - Błażej Rybiński
- 2016: Bodo - Mieczysław Krawicz (odc. 12)
- 2017: Wściekłość - Adam
- 2017: Komisarz Alex - hokeista Ziętek (odc. 110))
- 2018: Serce nie sługa - mechanik na lotnisku
- 2018: Ślad - Fabian Kubiak, były policjant i szef ochrony operatora telefonii komórkowej
- od 2019: Lombard. Życie pod zastaw - policjant Robert Kander
- 2019: Świat według Kiepskich - żołnierz (odc. 556)
- 2019: Proceder - Czempion
- od 2020: Święty (polski serial telewizyjny) - Tomasz, brat Michała
- 2021: Tajemnice miłości - Igor (odc. 46)
- 2024: Niepewność jako ksiądz Tomasz Cieśliński (odc. 1, 3-5)

### Polski dubbing
- 2011: Mia i ja – Mario
- 2012: Mega Spider-Man – Ka-Zar / Kevin Plunder
- od 2012: Wojownicze Żółwie Ninja – Leonardo
- 2013: Chica Vampiro. Nastoletnia wampirzyca – Max De La Torre
- od 2017: Evermoor – Iggi
- 2022: Moon Knight – J.B.[9]